# Danny da Costa
Danny Vieira da Costa (* 13. července 1993 Neuss) je německý profesionální fotbalista, který hraje na pozici pravého obránce za německý klub Eintracht Frankfurt. Je také bývalým německým mládežnickým reprezentantem.

## Klubová kariéra
Za Leverkusen debutoval v zápase Evropské ligy proti Atléticu Madrid a odehrál celý druhý poločas. Mezi seniory v 1. Bundeslize doposud nehrál.
Od léta 2017 patří da Costa Frankfurtu. Poté, co na pár minut zasáhl do prvních dvou ligových utkání si přivodil zranění, které jej na několik měsíců vyřadilo ze hry. Na jaře se vrátil do základní sestavy a dokonce rozhodl domácí utkání s Hannoverem (1:0). V další sezóně 2018/19 byl opět součástí základní sestavy, zprvu na pravém kraji obrany, později se přesunul na pravý kraj zálohy. V 15. ligovém kole si v domácím zápase připsal první gól v sezóně, a to proti svému bývalému klubu z Leverkusenu. Da Costa se trefil v 28. minutě, zápas skončil 2:1 pro Eintracht.

### Klubové statistiky
| Sezóna  | Klub             | Liga          | Liga | Liga | Poháry (Národní) | Poháry (Národní) | Poháry (Evropské) | Poháry (Evropské) | Celkem | Celkem |
| Sezóna  | Klub             | Liga          | Záp. | Góly | Záp.             | Góly             | Záp.              | Góly              | Záp.   | Góly   |
| ------- | ---------------- | ------------- | ---- | ---- | ---------------- | ---------------- | ----------------- | ----------------- | ------ | ------ |
| 2010/11 | Bayer Leverkusen | 1. Bundesliga | 0    | 0    | 0                | 0                | 1                 | 0                 | 1      | 0      |
| Celkem  | Celkem           | Celkem        | 0    | 0    | 0                | 0                | 1                 | 0                 | 1      | 0      |

Zdroj:

## Osobní život
Má dvojí národnost – angolskou a německou.